# Punto umbilical

Líneas de curvatura en un elipsoide (no de revolución), que muestran dos de sus puntos umbilicales (en rojo)

En la geometría diferencial de superficies en tres dimensiones, se define un punto umbilical en una superficie como aquel que es localmente esférico. En tales puntos, los marcos de Darboux en todas las direcciones son iguales, y por lo tanto, ambas curvaturas principales son iguales y cada vector tangente es una dirección principal. El término umbilical procede del latín "umbilicus" (ombligo).
Los puntos umbilicales generalmente aparecen como puntos aislados en la región elíptica de la superficie; es decir, donde la curvatura de Gauss es positiva.

## Propiedades
La esfera es la única superficie con curvatura distinta de cero donde cada punto es umbilical. Un punto umbilical plano es un punto umbilical con curvatura gaussiana cero. La silla de mono es un ejemplo de una superficie con un punto umbilical, y en un plano cada uno de sus puntos es umbilical plano. Un toro no puede tener puntos umbilicales, pero cada superficie cerrada de característica de Euler distinta de cero, embebida suavemente en el espacio euclídeo, tiene al menos un punto umbilical. La conjetura de Carathéodory (propuesta por Constantin Carathéodory, todavía sin demostrar en 2010) afirma que toda esfera topológica suave en el espacio euclídeo tiene al menos dos puntos umbilicales.
Los tres tipos principales de puntos umbilicales son los puntos umbilicales elípticos, los parabólicos y los hiperbólicos. Los puntos umbilicales elípticos tienen tres líneas de cresta que pasan a través del punto umbilical; mientras que los puntos umbilicales hiperbólicos tienen solo una. Los puntos umbilicales parabólicos son un caso de transición con dos líneas de cresta, una de las cuales es singular. Otras configuraciones son posibles para casos de transición. Estos casos corresponden a las catástrofes elementales D4−, D5 y D4+ según la teoría de las catástrofes de René Thom.
Los puntos umbilicales también se pueden caracterizar por el patrón de la dirección principal del campo vectorial definido a su alrededor, que normalmente forma una de tres configuraciones: estrella, limón y estrella-limón (o monstar en inglés). El índice del campo vectorial es −½ (para el caso estrella) o ½ (para los casos limón y estrella-limón). Los puntos umbilicales elípticos y parabólicos siempre tienen el patrón de estrella, mientras que los puntos umbilicales hiperbólicos pueden ser de estrella, limón o limón-estrella. Esta clasificación fue ideada por Darboux, mientras que los nombres fueron acuñados por John Hannay.
Para superficies con genus 0 con puntos umbilicales aislados, como por ejemplo un elipsoide, el índice del campo vectorial de dirección principal debe ser 2 según el teorema de Poincaré-Hopf. Las superficies genéricas de genus 0 tienen al menos cuatro puntos umbilicales de índice ½. Un elipsoide de revolución tiene dos puntos umbilicales no genéricos, cada uno de los cuales tiene índice 1.

Configuraciones de líneas de curvatura cerca de puntos umbilicales:
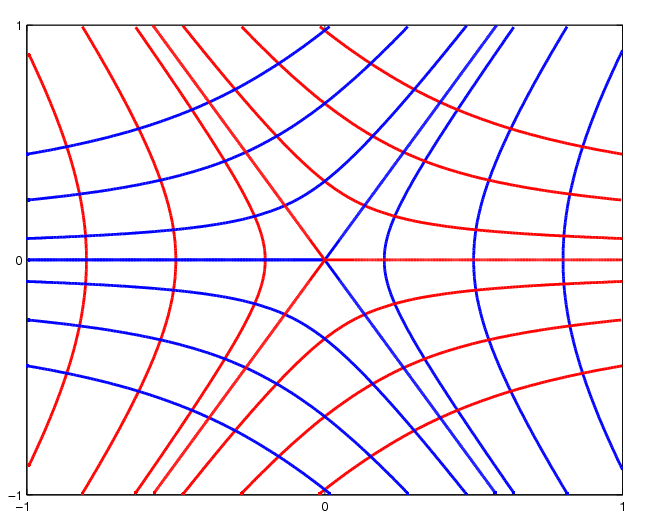
Estrella - D3
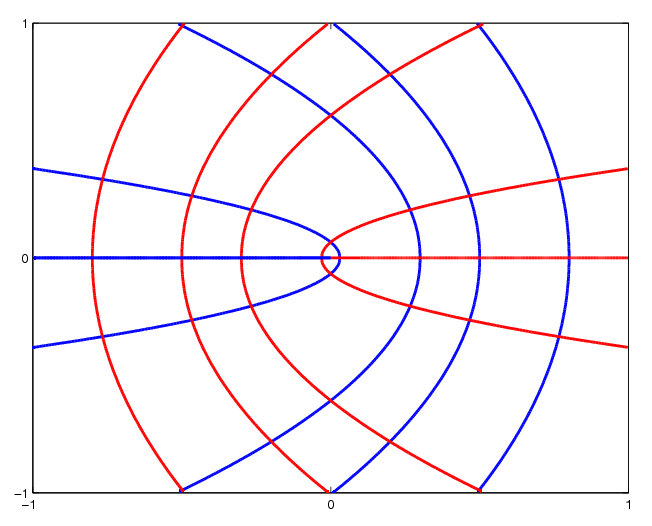
Limón - D1
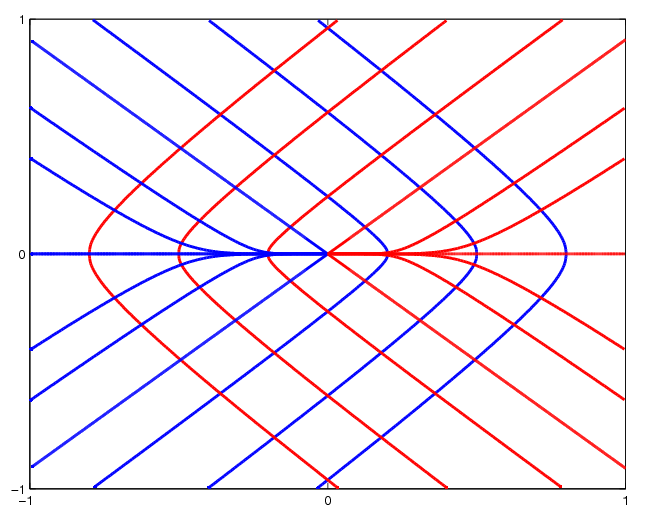
Limón-estrella - D2

## Clasificación de puntos umbilicales

### Formas cúbicas
La clasificación de los puntos umbilicales está estrechamente ligada a la clasificación de las formas cúbicas reales {\displaystyle ax^{3}+3bx^{2}y+3cxy^{2}+dy^{3}}. Una forma cúbica tendrá un número de líneas raíz {\displaystyle \lambda (x,y)} tal que la forma cúbica sea cero para todo {\displaystyle \lambda } real. Hay una serie de posibilidades que incluyen:
- Tres líneas distintas: una forma cúbica elíptica, modelo estándar {\displaystyle x^{2}y-y^{3}}.
- Tres líneas, dos de las cuales coinciden: una forma cúbica parabólica, modelo estándar {\displaystyle x^{2}y}.
- Una sola recta real: una forma cúbica hiperbólica, modelo estándar {\displaystyle x^{2}y+y^{3}}.
- Tres líneas coincidentes, modelo estándar {\displaystyle x^{3}}.[4]

Las clases de equivalencia de tales cúbicas bajo escala uniforme forman un espacio proyectivo real tridimensional y el subconjunto de formas parabólicas definen una superficie, llamada brazalete umbilical por Christopher Zeeman. Al tomar clases de equivalencia bajo la rotación del sistema de coordenadas se elimina un parámetro adicional y las formas cúbicas se pueden representar mediante la forma cúbica compleja {\displaystyle z^{3}+3{\overline {\beta }}z^{2}{\overline {z}}+3\beta z{\overline {z}}^{2}+{\overline {z}}^{3}} con un único parámetro complejo {\displaystyle \beta }. Se generan formas parabólicas cuando {\displaystyle \beta ={\tfrac {1}{3}}(2e^{i\theta }+e^{-2i\theta })}, el deltoide interior, de forma que las formas elípticas quedan dentro del deltoide y las hiperbólicas fuera. Si {\displaystyle \left|\beta \right|=1} y {\displaystyle \beta } no son una raíz cúbica de la unidad, entonces la forma cúbica es una forma cúbica en ángulo recto que desempeña un papel especial para los puntos umbilicales. Si {\displaystyle \left|\beta \right|={\tfrac {1}{3}}} entonces dos de las líneas raíz son ortogonales.
Una segunda forma cúbica, la jacobiana, se forma tomando el determinante jacobiano de la función vectorial {\displaystyle F:\mathbb {R} ^{2}\rightarrow \mathbb {R} ^{2}}, {\displaystyle F(x,y)=(x^{2}+y^{2},ax^{3}+3bx^{2}y+3cxy^{2}+dy^{3})}. Prescindiendo de la multiplicación por alguna constante, esta es la forma cúbica {\displaystyle bx^{3}+(2c-a)x^{2}y+(d-2b)xy^{2}-cy^{3}}. Usando números complejos, el jacobiano es una forma cúbica parabólica cuando {\displaystyle \beta =-2e^{i\theta }-e^{-2i\theta }}, el deltoide externo en el diagrama de clasificación.

### Clasificación de puntos umbilicales

Clasificación de puntos umbilicales, el -plano. El deltoide interno genera puntos umbilicales parabólicos, y separa los puntos umbilicales elípticos e hiperbólicos. Cúspides en el deltoide interno: puntos umbilicales cúbicos. Círculo exterior, el nacimiento de los puntos umbilicales separa las configuraciones de estrella y limón-estrella. Deltoide externo, separa la configuración de limón-estrella y limón. Diagonales y línea horizontal: puntos umbilicales simétricos con simetría especular

Cualquier superficie con un punto umbilical aislado en el origen se puede expresar como una parametrización de la forma de Monge {\displaystyle z={\tfrac {1}{2}}\kappa (x^{2}+y^{2})+{\tfrac {1}{3}}(ax^{3}+3bx^{2}y+3cxy^{2}+dy^{3})+\ldots }, donde {\displaystyle \kappa } es la curvatura principal única. El tipo de punto umbilical se clasifica por la forma cúbica a partir de la parte cúbica y de la correspondiente forma cúbica jacobiana. Si bien las direcciones principales no están definidas únicamente en un punto umbilical, se pueden encontrar los límites de las direcciones principales cuando se sigue una cresta en la superficie y éstas corresponden a las líneas de raíz de la forma cúbica. El patrón de líneas de curvatura está determinado por el jacobiano.
La clasificación de los puntos umbilicales es la siguiente:
- Dentro del deltoide interno - puntos umbilicales elípticos
  - En el círculo interior - dos líneas de cresta tangentes
- En el deltoide interior - puntos umbilicales parabólicos
- Fuera del deltoide interior - puntos umbilicales hiperbólicos.
  - Dentro del círculo exterior - patrón de estrella
  - En el círculo exterior - nacimiento de los puntos umbilicales
  - Entre el círculo exterior y el deltoide exterior - patrón de limón-estrella
  - En el exterior del deltoide exterior - patrón de limón
- Cúspides del deltoide interno - puntos umbilicales cúbicos (simbólicos)
- En las diagonales y en la línea horizontal - puntos umbilicales simétricos con simetría especular.

En una familia genérica de superficies los puntos umbilicales pueden aparecer o desaparecer en parejas: la transición del nacimiento de los puntos umbilicales. Ambos puntos umbilicales serán hiperbólicos, uno con un patrón de estrella y otro con un patrón de limón-estrella. El círculo exterior del diagrama, una forma cúbica en ángulo recto, muestra estos casos de transición. Un caso especial son los puntos umbilicales simbólicos.

## Superficie focal

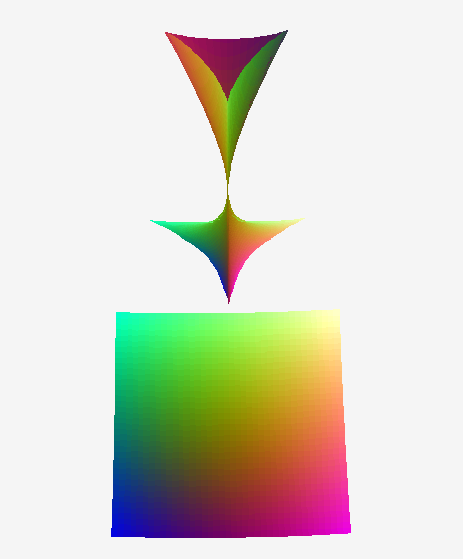
Una superficie con un punto umbilical elíptico y su superficie focal

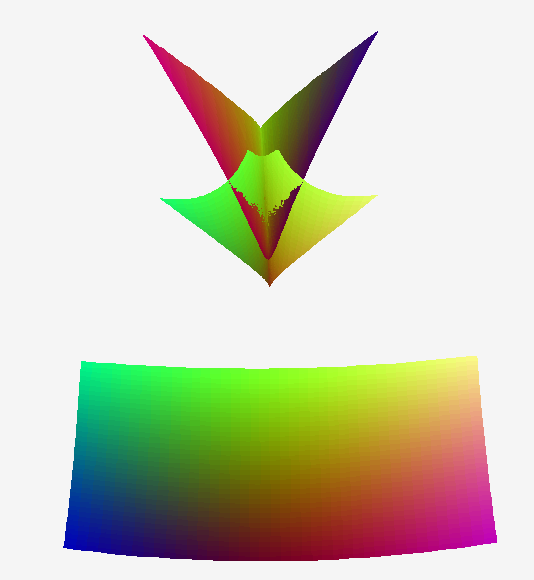
Una superficie con un umbilical hiperbólico y su superficie focal

Los puntos umbilicales elípticos y los hiperbólicos tienen superficie focal claramente diferentes. Una cresta en la superficie corresponde a aristas cuspidales, por lo que cada hoja de la superficie focal elíptica tendrá tres aristas cuspidales que se unen en el foco umbilical y luego cambian a la otra hoja. Para un punto umbilical hiperbólico existe una única arista cuspidal, que pasa de una hoja a la otra.

## Definición en dimensiones superiores sobre variedades de Riemann
Un punto p en una subvariedad riemanniana es umbilical si, en p, su segunda forma fundamental (con valor vectorial) es algún tensor vectorial normal según la métrica inducida (la primera forma fundamental). De manera equivalente, para todos los vectores U, V en p, II(U, V) = gp(U, V){\displaystyle \nu }, donde {\displaystyle \nu } es el vector de curvatura media en p.
Se dice que una subvariedad es umbilical (o totalmente umbilical) si esta condición se cumple en todos los puntos p. Esto equivale a decir que la subvariedad puede volverse totalmente geodésica mediante un cambio conforme apropiado de la métrica de la variedad circundante ("ambiente"). Por ejemplo, una superficie en el espacio euclídeo es umbilical si y solo si es parte de una esfera.